# Telmatoscopus albipunctata
Telmatoscopus albipunctata är en tvåvingeart som först beskrevs av Samuel Wendell Williston  1893.  Telmatoscopus albipunctata ingår i släktet Telmatoscopus och familjen fjärilsmyggor. Inga underarter finns listade i Catalogue of Life.